# Cadillac Model L
La Model L è un'autovettura prodotta dalla Cadillac nel 1906. Dal modello sono poi derivate altre due vetture, la Model H e la Model G.

## Storia

### La Model L (1906)
Come la Model D, di cui prese il posto, anche la Model L aveva installato un motore a quattro cilindri. Tale propulsore possedeva un alesaggio e una corsa di 127 mm. Rispetto alla vettura antenata, la Model L era di livello superiore. La Model L era dotata di una carrozzeria torpedo che poteva essere sia aperta che chiusa. Venne prodotta in piccoli numeri.

### La Model H (1906-1908)
La Model H era disponibile con carrozzeria tonneau, torpedo aperta e chiusa, e coupé. Il motore derivava da quello della Model D.

### La Model G (1907-1908)
La Model G era dotata di un motore completamente nuovo che aveva un alesaggio e una corsa, rispettivamente, di 101,6 mm e 114 mm. Era disponibile in versione runabout e torpedo.

## Caratteristiche
| Dati Cadillac Model L/H/G (1906–1908) |                  |              |            |                |             |               |           |
| Modello                               | Cilindrata (cm³) | Potenza (PS) | Passo (mm) | Lunghezza (mm) | Peso (kg)   | Prezzo (US-$) | Esemplari |
| Model L                               | 6.436            | 40           | 2.794      | 4.039-4.115    | 1.291–1.631 | 3.750-5.000   | non noto  |
| Model H                               | 4.928            | 30           | 2.591      | non nota       | 1.087-1.133 | 2.400-3.600   | 509       |
| Model G                               | 3.707            | 20-25        | 2.540      | non nota       | non noto    | 2.000-3.000   | 1.030     |